# Site archéologique de Čaršija Ripanj
Le site archéologique de Čaršija Ripanj (en serbe cyrillique : Археолошко налазиште Чаршија Рипањ ; en serbe latin : Arheološko nalazište Čaršija Ripanj) est situé à Ripanj, sur le territoire de la Ville de Belgrade et dans la municipalité de Voždovac, en Serbie. Il remonte au Néolithique. En raison de son importance, il figure sur la liste des biens culturels protégés de la Ville de Belgrade.

## Présentation
Le site de Čaršija est situé sur les pentes d'une colline qui descend depuis la route Belgrade–Ripanj en direction de la Topčiderska reka. Il remonte au Néolithique et a été fouillé systématiquement en 1904.
D'après la structure des habitations, la structure et la décoration des céramiques et la forme et le traitement des statuettes retrouvées sur le site, le village appartient à la culture de Vinča-Pločnik (vers 5150 av. J.-C.). Parmi les découvertes les plus remarquables, on peut signaler des figurines décorées de motifs représentant des bijoux et des vêtements qui fournissent de nombreux renseignements sur les populations de cette époque.
Čaršija Ripanj est considéré comme l'un des sites archéologiques les plus riches et les plus importants du territoire de la Ville de Belgrade.